# Canthon praticola
Canthon praticola är en skalbaggsart som beskrevs av Leconte 1859. Canthon praticola ingår i släktet Canthon och familjen bladhorningar. Inga underarter finns listade.